# Eclissi solare del 9 maggio 1967
L'eclissi solare del 9 maggio 1967 è stato un evento astronomico che ha avuto luogo il suddetto giorno attorno alle ore 14:42 UTC. Tale evento ha avuto luogo nella maggior parte del Nord America, nell'Europa settentrionale e in alcune aree circostanti. L'eclissi del 9 maggio 1967 è stata la prima eclissi solare nel 1967 e la 154ª nel XX secolo. La precedente eclissi solare ebbe luogo il 12 novembre 1966, la seguente il 2 novembre 1967.

## Percorso e visibilità
Questa eclissi solare parziale era visibile nella maggior parte dell'Alaska tranne la parte occidentale delle Isole Aleutine; nella maggior parte del Canada eccetto il sud-est, la maggior parte degli Stati Uniti tranne la Florida meridionale, il Messico centro-settentrionale, la Groenlandia, l'Islanda e la Norvegia centro-settentrionale incluse le Isole Svalbard, la Svezia settentrionale, la Finlandia settentrionale, l'Unione Sovietica settentrionale comprese le aree costiere dell'Oceano Artico.
A seconda del fuso orario, la maggior parte del Nord America e dell'Europa ha visto l'eclissi solare il 9 maggio, la parte nord-orientale dell'Unione Sovietica ha visto l'eclissi solare il 10 maggio.

## Eclissi correlate

### Eclissi solari 1964 - 1967
Questa eclissi è un membro di una serie semestrale. Un'eclissi in una serie semestrale di eclissi solari si ripete approssimativamente ogni 177 giorni e 4 ore (un semestre) in nodi alternati dell'orbita della Luna.